# Immetalia cynapes
Immetalia cynapes là một loài bướm đêm trong họ Noctuidae.